# 10 sierpnia 1792

Szturm Tuileries, obraz Jeana Duplessisa-Bertaux

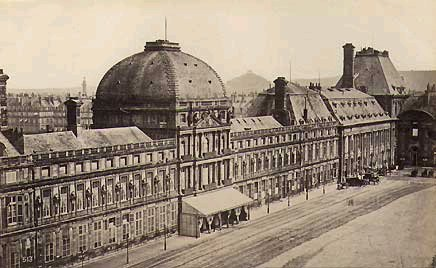
Tuileries

10 sierpnia 1792 (fr. la journée de 10 août 1792) – dzień, w którym drogą zbrojnego powstania została obalona monarchia we Francji, jeden z przełomowych momentów rewolucji francuskiej.
Zniesienie monarchii, formalnie ogłoszone w sześć tygodni później, było skutkiem szturmu na pałac Tuileries przeprowadzonego przez uzbrojonych sankiulotów w sile około 20 tysięcy, pod dowództwem Antoine’a Santerre’a oraz François Westermanna, którzy pokonali w starciu 950-osobową gwardię szwajcarską. Atak ten w dużej mierze inspirowany był przez radykalne kluby polityczne Paryża oraz rewolucyjną radę miejską, Komunę Paryża.

## Tło wydarzeń

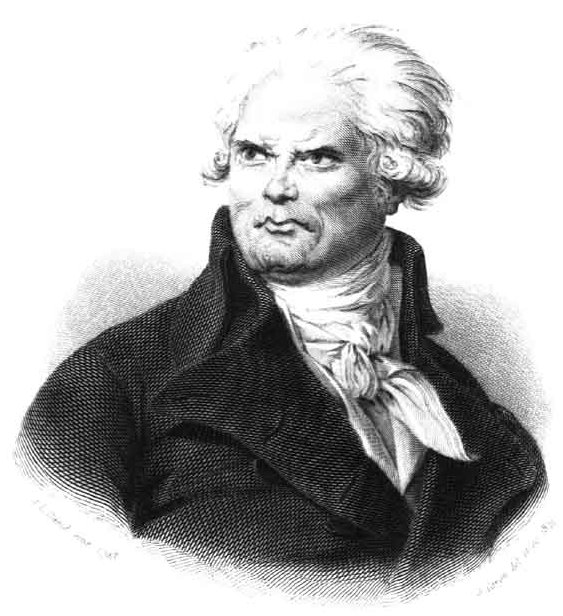
Georges Danton

Spadek popularności monarchii we Francji związany był z klęskami Francuzów na froncie w walce z Austriakami oraz manewrami króla, który po nieudanej próbie sformowania rządu złożonego z żyrondystów stworzył nowy gabinet, w którym zasiedli jedynie umiarkowani feuillanci. Było to całkowicie sprzeczne nie tylko z oczekiwaniami przywódców Legislatywy, ale i z poglądami politycznymi większości mieszkańców Paryża.
5 lipca Legislatywa wydała dekret "Ojczyzna w niebezpieczeństwie" (fr.la patrie est en danger) i wydała polecenie, by wszyscy obywatele uzbroili się i rozpoczęli czynną służbę w Gwardii Narodowej. Osoby, które nie były w stanie samodzielnie zakupić broni, otrzymały piki. Komuna Paryża rozwiązała niektóre formacje zbrojne stacjonujące w mieście znane ze swojej wierności królowi oraz zdelegalizowała klub feuillantów. Gniew sankiulotów zdwoiła jeszcze deklaracja księcia brunszwickiego Karola Wilhelma, wydana 25 lipca. W odezwie do Francuzów groził osobom odpowiedzialnym za wypadki czerwcowe sądem wojennym. Słowa te były skierowane do członków Zgromadzenia Narodowego, władz okręgowych, miejskich i gwardii narodowej. W liście grzmiał by mieszkańcy niezwłocznie ukorzyli się przed królem Francji. Zadeklarował, że w wypadku wyrządzenia krzywdy rodzinie królewskiej, doprowadzi do przykładnej zemsty, a buntowników skaże na śmierć. Odezwa  której treść dotarła do stolicy Francji 1 sierpnia byłą iskrą zapalną, która padła na beczkę prochu. Te nastroje ludu paryskiego potęgowała jeszcze atmosfera w radykalnych klubach politycznych, które – głównie kordelierzy – zaczęły po opublikowaniu Manifestu Brunszwickiego otwarcie nawoływać do powstania. Głównymi zwolennikami zbrojnej rozprawy z monarchią byli Georges Danton (który zyskał nawet przydomek "Człowieka 10 Sierpnia") i Jean Paul Marat. 3 sierpnia Jerome Pétion de Villeneuve otwarcie przemawiał w Legislatywie za likwidacją monarchii i proklamowaniem republiki, co jednak chciał przeprowadzić drogą parlamentarnego głosowania i dekretu. Sankiuloci nie chcieli czekać. 8 sierpnia sekcja Quinze-Vingts ogłosiła w manifeście żądanie natychmiastowego obalenia króla, a kiedy nie nastąpiło to do północy, uderzyła w dzwon na alarm. Skutkiem tego była mobilizacja prawie wszystkich (poza jedną) paryskich sekcji. Tej samej nocy Komuna Paryża przejęła kontrolę nad ratuszem i zdecydowała o obaleniu monarchii drogą powstania zbrojnego.

## Przebieg powstania

### Atak na Tuileries
O północy ponownie wybił dzwon na trwogę. Powołany został tymczasowy komitet powstańczy, który z ratusza kierował insurekcją. Legislatywa była całkowicie zdezorientowana. Tylko część posłów zebrała się pod przewodnictwem Pierre’a Vergniauda. Dezorientacja panowała również w Tuileries. Dowództwo nad gwardią szwajcarską przejął de Lachesnaye, który szybko przekonał się, że nie może – jak wcześniej sądził – liczyć na spodziewaną część Gwardii Narodowej (w czasie przeglądu wojsk żołnierze wołali "niech żyje naród!").
Powstańcy zdołali 10 sierpnia przejąć arsenał, dozbroić się i sformować w kilka kolumn, po drodze rosnących w siłę. Szczególnie licznie stawili się mieszkańcy przedmieścia Saint-Antoine. Na Pont Neuf powstańcy umieścili prowizoryczne stanowiska artylerii. Szturm rozpoczął się w godzinach rannych. Ci gwardziści narodowi, którzy do tej pory nie opuścili króla, teraz przeszli na stronę atakujących. W obliczu nieuchronnej klęski król nakazał Szwajcarom poddać się. Sama rodzina królewska opuściła pałac i szukała azylu w siedzibie Legislatywy.
Tymczasem gwardia szwajcarska, do której pisemny rozkaz królewski najpewniej nie dotarł (lub dotarł za późno), stanęła twarzą w twarz z powstańcami, których siły w dalszym ciągu rosły. W tym momencie padł strzał – nie wiadomo jednak, z której strony. W rezultacie sankiuloci ruszyli na pałac, zabijając wszystkich gwardzistów.

### Reakcja Legislatywy

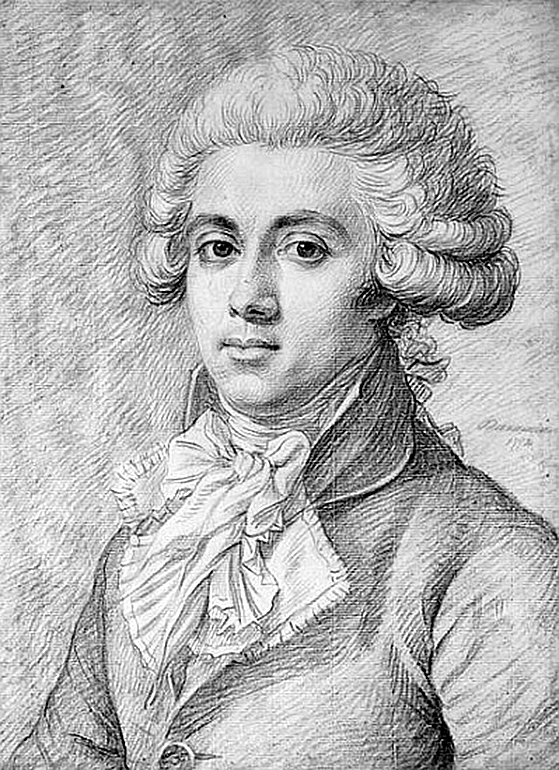
Pierre Vergniaud

Zwycięscy powstańcy udali się do Legislatywy, która dowiedziawszy się o wydarzeniach wydała proklamację, w której nawoływała do respektowania praw człowieka, zasad wolności i równości oraz obieralnych władz. Komuna Paryża nie zareagowała jednak na nią i ogłosiła własny program, w którym domagała się rozwiązania parlamentu i powołania nowego (pod nazwą Konwent Narodowy), a także uwięzienia króla i zniesienia monarchii. Legislatywa, z inicjatywy Vergniauda, przegłosowała przeprowadzenie wyborów do Konwentu, natomiast króla postanowiła "zawiesić", odwołując równocześnie wszystkich ministrów. Mimo tego o losie króla jednostronnie zdecydowała Komuna Paryża, przenosząc go do Temple, oficjalnie motywując tę decyzję względami bezpieczeństwa.

## Skutki
10 sierpnia 1792 był pod wieloma względami przełomowym momentem rewolucji. Insurekcja z tego dnia zdecydowała o ostatecznym obaleniu monarchii we Francji, jak również ugruntowała tradycję dokonywania się najważniejszych zmian państwowych pod presją oddolnej aktywności obywateli, a nie drogą parlamentarną. W istotny sposób wzmocniła pozycję Komuny Paryża i organizacji sekcyjnych, a także wpłynęła na pozycję polityczną wielu działaczy – udział w wydarzeniach 10 sierpnia przesądził np. o ogromnej popularności Dantona.